# Jacob Ferdinand Voet

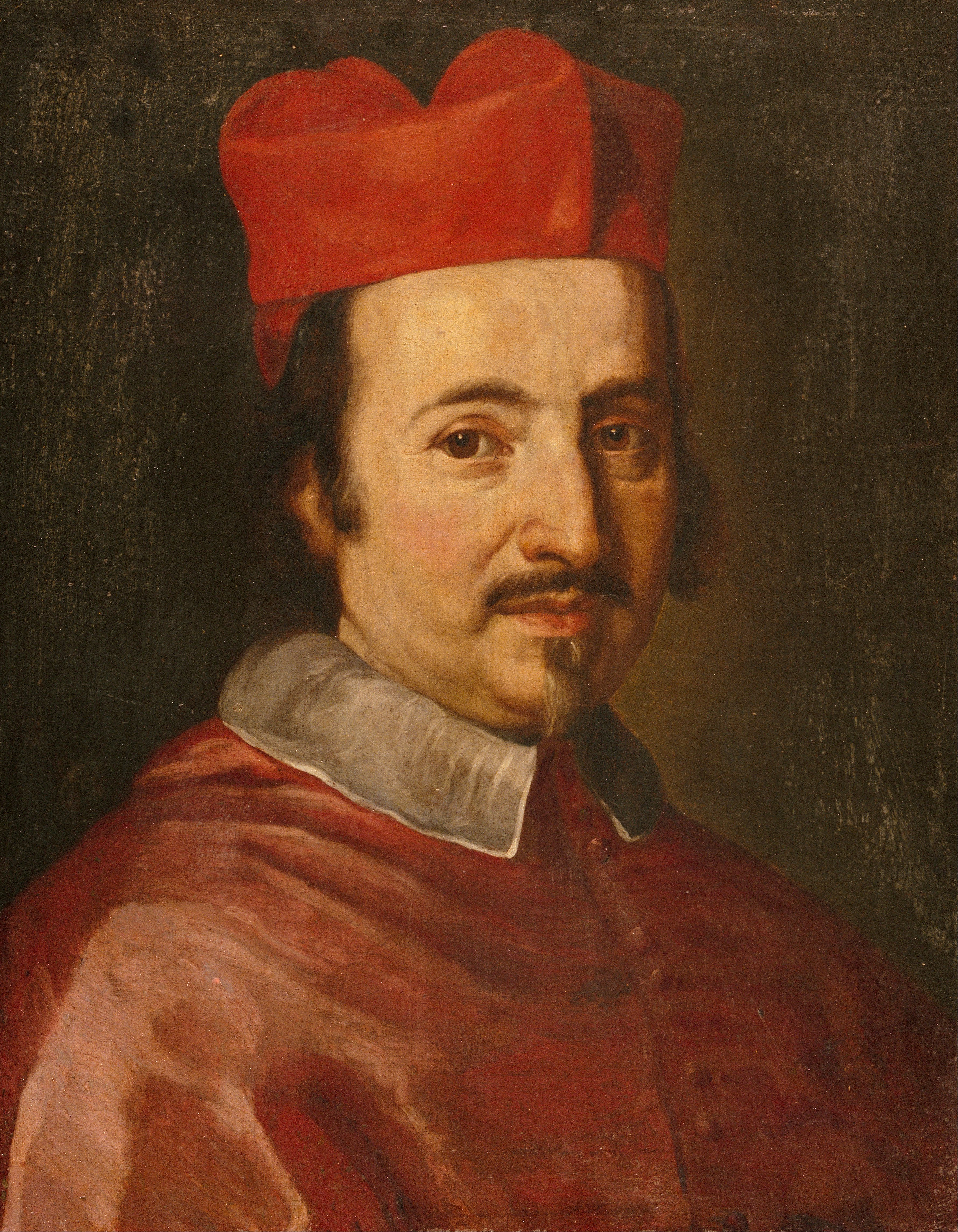
Retrat del cardenal Baldeschi Colonna, al MNAC

Jacob Ferdinand Voet (c. 1639 - c. 1689/1700) va ser un pintor flamenc barroc especialitzat en retrats.

## Biografia
D'acord amb l'Institut Holandès d'Història de l'Art (RKD), sembla que va néixer a Anvers, fill del pintor Elías Voet. Va viatjar a Roma el 1679-80, a Milà el 1680, Florència el 1681, Torí entre 1682 i 1684, i va tornar a Anvers el 1684.
Mentre que era a Roma va viure amb el pintor i gravador Cornelis Bloemaert, fins i tot el papa Inocent XI el va exiliar pels retrats que el flamenc feu de dones molt escotades, pel que van deixar Roma junts. Va emprendre un viatge a París el 1686 on es va convertir en pintor de la cort fins que hi va morir. Voet també és considerat pels seus retrats en miniatura.
D'acord amb Houbraken, va fer el seu viatge de tornada a Anvers des de Torí, en companyia de Jan van Bunnik, a qui ja havia conegut a Roma en companyia de Cornelis Bloemaert. Des de Torí van anar a Lió, on es va aplegar amb Adriaen van der Cabel, Peter van Bloemen, i Wenix Gillis (esposa de l'arquitecte Jan Baptist Weenix). Van marxar cap a París en companyia d'un tercer pintor que era un bon pintor de "batalles". Houbraken afirma que es tractava de Jacob, germà de Jan van Bunnik, però el biògraf de Jan van Bunnik només l'esmenta amb relació a aquest viatge; el RKD no parla d'un pintor Jacob van Bunnik.
Houbraken també afirma que, d'acord amb Jan van Bunnik (que vivia a Utrecht quan Houbraken n'escrivia la biografia), Voet havia dibuixat un quadre en carbonet de tots els Bentvueghels a la paret emblanquinada d'una posada romana, lloc de trobada d'aquest club de pintors flamencs i holandesos actius a la ciutat.
Al Museu Nacional d'Art de Catalunya es conserva una obra seva, el Retrat del cardenal Federico Ubaldo Baldeschi Colonna (1624-1691) pintat cap a 1673.